# NETPark
NETPark, o North East Technology Park, es un parque científico en Sedgefield, Durham. Es propiedad del Consejo del Condado de Durham y está dirigido por Business Durham, el servicio de apoyo empresarial del consejo, con socios estratégicos el Centro para la Innovación de Procesos (CPI) y la Universidad de Durham.
NETPark alberga tres centros de catapulta nacionales: CPI fue socio fundador de High Value Manufacturing Catapult en 2011 y al que se unen el Centro de Excelencia del Noreste para Aplicaciones Satelitales y el Space Enterprise Lab NETPark, parte de Satellite Applications Catapult, y el Compound Catapulta de aplicaciones de semiconductores en el noreste. CPI también gestiona tres centros nacionales de innovación en NETPark: el Centro Nacional de Formulación, el Centro Nacional de Electrónica Imprimible y el Centro Nacional de Fotónica Sanitaria. También alberga Orbit, la zona empresarial de la Universidad de Durham y el Centro de Instrumentación Avanzada de la universidad.
NETPark fue inaugurado en 2004 por el miembro del Parlamento local de Sedgefield y primer ministro del Reino Unido, Tony Blair.

## Historia

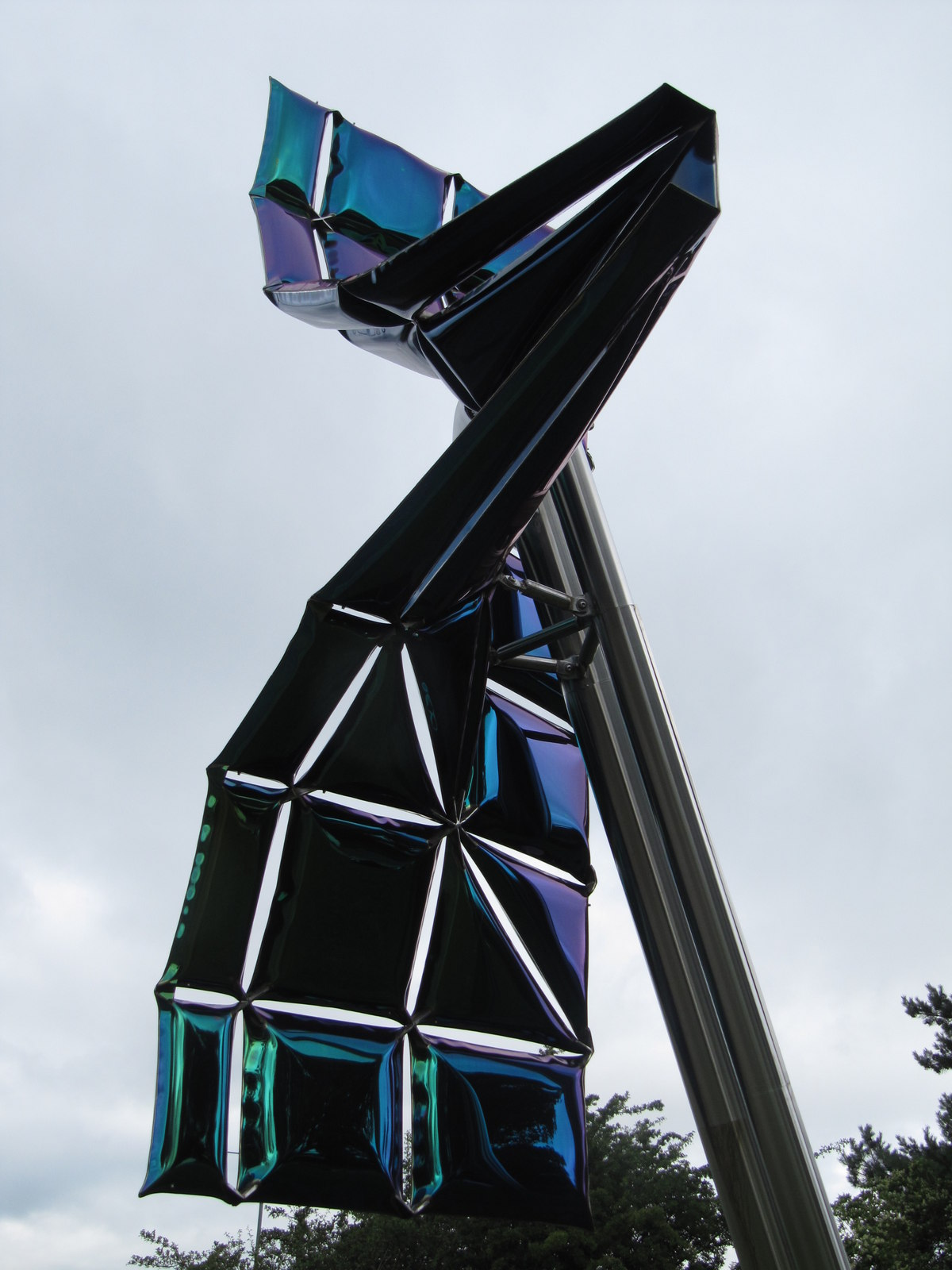
La escultura Plexus en NETPark.

El sitio NETPark, el antiguo Hospital Winterton, fue transferido del Servicio Nacional de Salud al Consejo del Condado de Durham en 2000, y el proyecto NETPark se lanzó oficialmente en mayo de 2001 como un desarrollo del Consejo del Condado de Durham y el Consejo Municipal de Sedgefield en asociación con la Universidad de Durham, el Servicio Nacional de Salud y la agencia de desarrollo regional One NorthEast.
Tony Blair inauguró el primer edificio, el Instituto de Investigación NETPark de la Universidad de Durham, en julio de 2004; Blair regresó en diciembre de 2005 para inaugurar oficialmente el parque científico. La primera empresa, Kromek, una empresa derivada de la Universidad de Durham, se mudó al lugar en 2006, y otras empresas también se mudaron ese año.
En 2008, CPI comenzó a trabajar en su primer centro de innovación en NETPark, el Centro de Tecnología de Electrónica Imprimible (ahora el Centro Nacional de Electrónica Imprimible). Más tarde ese año, se firmó un memorándum de entendimiento entre el Consejo del Condado de Durham, la Universidad de Durham y el CPI para trabajar juntos para hacer crecer NETPark, en la primera pieza de película delgada que se producirá en el centro. El Centro de Tecnología de Electrónica Imprimible se inauguró oficialmente en 2009.
EN 2011, se estableció High Value Manufacturing Catapult con CPI como uno de los socios fundadores, trayendo el primer centro de catapulta a NETPark. El Centro de Innovación de Aplicaciones de Grafeno de CPI se inauguró en 2016. En 2014, Satellite Applications Catapult abrió el Centro de Excelencia de Aplicaciones de Satélites del Noreste, uno de los tres centros de excelencia en todo el Reino Unido, en NETPark. El Centro Nacional de Formulación se inauguró en 2018, seguido del Centro Nacional de Fotónica Sanitaria en 2019.
En 2021, la zona empresarial de la Universidad de Durham, Orbit, se inauguró en NETPark. A esto le siguió, un mes después, el anuncio de que Satellite Applications Catapult abriría un laboratorio espacial en el parque.
En 2023, Compound Semiconductor Applications Catapult estableció su centro noreste en NETPark, y se inició el trabajo en una expansión de £63 millones. Esto abrirá otras 10,5 hectáreas (26 acres) para el desarrollo y se prevé que generará 1.250 nuevos puestos de trabajo.

## Inquilinos importantes
- Centro de Instrumentación Avanzada de la Universidad de Durham, que construyó algunas de las ópticas para el instrumento NIRSpec del telescopio espacial James Webb en NETPark.[23]
- Filtronic, fabricante de equipos de radar, 5G y comunicaciones por satélite.[24]
- Kromek, una empresa derivada de la Universidad de Durham que ahora es una empresa multinacional con filiales en EE. UU. que fabrica detectores utilizados en escáneres de aeropuertos y seguridad nuclear.[25]
- PolyPhotonix, que fabrica dispositivos médicos fotónicos, utilizó inicialmente las instalaciones de CPI en NETPark para desarrollar un producto comercialmente viable.[26]
- Pragmatic Semiconductor, una empresa derivada de la Universidad de Mánchester que fabrica circuitos integrados flexibles sin silicio.[27]